# Марес, Фредерик
Фредерик Марес Деуловоль (исп. Frederic Marès Deulovol; 18 сентября 1893, Портбоу — 16 августа 1991, Барселона) — испанский и каталонский скульптор и медалист.

## Жизнь и творчество
Приехал в Барселону в 1903 году. Художественное образование получил в барселонской Школе Льоджа. Был учеником скульптора Эусеби Арнау. Продолжил изучение искусств в Париже, а затем в Риме. Представитель модернистского направления в испанской скульптуре, работал также в стиле готической скульптуры, особенно в произведениях по религиозной тематике.
Марес был участником многочисленных коллективных выставок, экспонировал свои работы также и индивидуально. Его скульптуры хранятся как в частных коллекциях, так и в различных городских музеях Испании. В 1944 году он принимает участие в реставрационных работах в монастыре Поблет, включённом ныне во Всемирное наследие ЮНЕСКО. В 1946 году в Барселоне был открыт Музей Фредерика Мареса. Скульптор был директором барселонской школы Льоджа и Королевской академии Сант-Жорди.
Фредерик Марес — лауреат многочисленных художественных премий. В 1924 году ему присуждается первая премия на Национальном конкурсе скульпторов. В 1951 году мастер был награждён орденом Альфонса Х Мудрого. В 1982 году правительством Каталонии — Крестом Сант-Жорди. В 1983 году он награждается Национальной премией в области изящных искусств.
Среди наиболее известных работ скульптора следует назвать:
- «Портрет Хайме Пагисса» (1917). Музей Фредерика Мареса, Барселона.
- памятник Ф. Гойе на Соборной площади Сарагосы
- аллегорическую скульптурную группа на площади Каталунья в Барселоне
- памятник королю Майорки Хайме II, перед Собором в Пальма-де-Майорка
- памятник Ф. С. Ровирозе (1930)
- «Торжество св. Креста» для большого алтаря Барселонского собора (1975)
- памятник королю Альфонсо XIII в Махоне (Менорка).

## Галерея
- Памятник Франческу Солер-и-Ровироза, Барселона.
- Надгробие королевы Элеоноры Альбукеркской в монастыре Поблет
- «Олени». Дворец Альбениз
- Памятник Франческу Оайрет на площади Гойя
- «Девушка с рыбой». Портбоу.
- «Петушок». Барселона.
- «Погребение Христа». Собор Санта-Мария-дель-Мар. Барселона.
- «Памятник Ф. Гойе». Сарагоса.
- «Мальчик на рыбе». Портбоу.
- «Сант-Жорди и Дракон». Вилассар-де-Дальт.
- «Душа Средиземноморья». Мэрия Барселоны.

1. ↑  RKDartists (нидерл.)
2. ↑  Frederic Marès Deulovol // Artists of the World Online, Allgemeines Künstlerlexikon Online, AKL Online (нем.) / Hrsg.: A. Beyer, B. Savoy — Berlin: K. G. Saur Verlag, Verlag Walter de Gruyter, 2009. — ISSN 2750-6088 — doi:10.1515/AKL
3. ↑  Frederic Marès i Deulovol // Gran Enciclopèdia Catalana (кат.) — Grup Enciclopèdia, 1968.
4. ↑  Frederic Marès Deulovol // Diccionario biográfico español (исп.) — Real Academia de la Historia, 2011.